# Saint-Germain (Aube)
Saint-Germain település Franciaországban, Aube megyében. Lakosainak száma 2402 fő (2022. január 1.). Saint-Germain Laines-aux-Bois, Prugny, La Rivière-de-Corps, Rosières-près-Troyes, Saint-André-les-Vergers, Saint-Léger-près-Troyes, Saint-Pouange és Torvilliers községekkel határos.

## Népesség
A település népessége az elmúlt években az alábbi módon változott:
| Lakosok száma | 564  | 1116 | 1763 | 2387 | 2284 | 2298 | 2304 | 2275 | 2305 | 2402 |
|               | 1968 | 1982 | 1990 | 2006 | 2013 | 2015 | 2017 | 2019 | 2020 | 2022 |